# كاى والش
كاى والش (بالإنجليزية: Kay Walsh)‏ (و. 1911 – 2005 م) هي كاتبة سيناريو، وممثلة مسرحية، وممثلة أفلام بريطانية، ولدت في لندن، توفيت في لندن، عن عمر يناهز 94 عاماً.

## وصلات خارجية
- كاى والش على موقع IMDb (الإنجليزية)
- كاى والش على موقع ألو سيني (الفرنسية)
- كاى والش على موقع ميوزك برينز (الإنجليزية)
- كاى والش على موقع أول موفي (الإنجليزية)
- كاى والش على موقع قاعدة بيانات الأفلام السويدية (السويدية)
- كاى والش على موقع إن إن دي بي (الإنجليزية)
- كاى والش على موقع قاعدة بيانات الفيلم (الإنجليزية)
- كاى والش على موقع كينوبويسك (الروسية)